# Younga
Younga, également orthographié Youngha ou Oungha, est une ancienne ville romaine puis byzantine située au sud de la ville tunisienne de Mahrès.
Dans l'Antiquité, Younga connaît une activité chrétienne qui se traduit par la construction de divers édifices religieux. Les historiens, comme l'archéologue tunisienne Zeïneb Benzina, mentionnent qu'un représentant de la ville de Younga, l'évêque de Younga Valentinianus, assiste à la conférence de Carthage en 411. En outre, la ville chrétienne accueille, à la veille de l'écroulement du royaume vandale, un concile provincial en 523 qui regroupe quelque dizaine d'évêques catholique de Byzacène.
La citadelle de la ville est fondée par les Byzantins au VIe siècle et identifiée en 1944 par l'archéologue français Louis Poinssot comme étant le lieu désigné par les géographes arabes des XIe et XIIe siècles — Al-Bakri et Al Idrissi — sous le nom de Kasr er-Roum (« Château des Romains »). Elle est transformée au IXe siècle en ribat par les Aghlabides qui modifient la partie supérieure des murailles. La forteresse, d'une forme vaguement carrée, mesure environ quarante mètres de chaque côté. 
Les ruines du fort aghlabide, bien visibles, sont régulièrement notées par les voyageurs européens, tel que Sir Grenville Temple en 1835.
Poinssot identifie également Younga comme étant le nouveau nom de la ville de Macomades Minores également appelée Macomades Iunci ou Iunca. La découverte en 1936 d'un fragment d'une borne milliaire datant du milieu du IIIe siècle tout près de Younga l'a définitivement confirmé. Le nom de la ville change au IVe siècle. Ainsi, la ville a porté le nom de Macomades Minores sous le Haut-Empire et celui de Iunci ou Iunca sous le Bas-Empire.